# Gorbatow
Gorbatow – miasto w Rosji, w obwodzie niżnonowogrodzkim. W 2010 roku liczyło 2278 mieszkańców.